# Carl Gustav Jacob Jacobi
Carl Gustav Jacob Jacobi (n. 10 decembrie 1804, Potsdam, Sfântul Imperiu Roman – d. 18 februarie 1851, Berlin, Confederația Germană) a fost un matematician german. A fost fratele lui Hermann Jacobi.

## Biografie
Jacobi s-a născut într-o familie de origine evreiască. În perioada 1816 - 1821 urmează Victoria-Gymnasium. În 1825 încheie studiile la Universitatea de la Berlin cu titlul de Doctor în filozofie. În perioada 1829 - 1842 este profesor la Universitatea de la Königsberg.
Jacobi se implică politic în Revoluția de la 1848 și candidează pentru parlament din partea grupării liberale. Ca prețuire a activității sale, în 1836 este ales ca membru străin al Academiei Regale de Științe din Suedia.

## Contribuții
În 1828, concomitent cu Abel, a creat teoria funcțiilor eliptice. În 1839 utilizează cu succes coordonatele eliptice la rezolvarea unor ecuații diferențiale.
Jacobi a introdus funcțiile theta pe care le-a reprezentat sub formă de serii trigonometrice, funcții care ulterior aveau să joace un rol important în studiul funcțiilor eliptice.
Mai târziu, după modelul acestor funcții, Henri Poincaré a creat funcțiile fuchsiene.
Funcțiile eliptice l-au condus pe Jacobi la diverse teoreme despre reprezentarea numerelor sub formă de sume de pătrate.
Jacobi a studiat o anumită clasă de integrale pe care, în cinstea lui Abel, le-a denumit integrale abeliene.
A studiat și determinanții stabilind diverse proprietăți ale acestora.
A introdus o clasă de determinanți funcționali, care ulterior vor fi denumiți determinanți jacobieni (de ordinul n, asociat unui ansamblu de n funcții cu n argumente).
Jacobi s-a ocupat și cu teoria calculului variațional, domeniu unde a adus contribuții importante.

## Scrieri
- 1829 -- Fundamenta nova theoriae Functionum elipticorum
- 1839 -- Canon mathematicus
- 1843 -- Vorlesungen űber Dynamik.